# Wirbelbruch
Ein Wirbelbruch, auch Wirbelfraktur genannt, ist ein Bruch eines Wirbels der Wirbelsäule. Jährlich erleiden fast 230.000 Menschen zwischen 50 und 79 Jahren in Deutschland einen Wirbelbruch. Wirbelbrüche machen etwa zwei Prozent aller Frakturen aus.

## Formen
Meistens handelt es sich um einen Wirbelkörperbruch, also um einen Bruch des Wirbelkörpers. Ein Wirbelbruch kann aber auch den Wirbelbogen, einen Querfortsatz oder den Dornfortsatz betreffen. Indirekt kann auch der Wirbelkanal betroffen sein, sei es durch eine Verletzung durch Knochensplitter oder durch eine Verschiebung der Wirbelsäule. Es droht ein Querschnittsyndrom.
Bei einer stabilen Knochenstruktur kann ein Bruch eines oder mehrerer Wirbel aufgrund von Gewalteinwirkung entstehen, etwa durch Verkehrsunfälle, Stürze oder körperliche Gewalt. Durch Kompression oder direkte Gewalteinwirkung zerbirst der gesunde Knochen des Wirbels. Im Gegensatz dazu steht der osteoporotische Wirbelbruch beim älteren Menschen: Der osteoporotische Knochen zerbröckelt eher, als dass er bricht. Durch den Knochenschwund wird der Wirbel porös und verliert seine Stabilität. Diese Brüche können schon durch Anheben einer Einkaufstüte oder durch Schnäuzen ausgelöst werden.

## Diagnostik
Insbesondere stabile Frakturen können symptomlos verlaufen. Unmittelbar auftretende Rückenschmerzen sind eines der häufigsten Symptome, daneben kann es zu Bewegungseinschränkungen oder sogar Querschnittlähmung kommen. Es können aber auch unnatürliche Reflexe, Gefühlsstörungen oder Lähmungserscheinungen auftreten.
Zur Diagnose wird eine körperliche Untersuchung durchgeführt, bei der auch die Nervenfunktionen geprüft werden, sowie ergänzende bildgebende Verfahren. Mittels Röntgenaufnahmen können die Wirbel dargestellt und mögliche Bruchformen festgestellt werden. Weiterführend können CT- bzw. MRT-Aufnahmen veranlasst werden.

## Klassifikation
Es existieren einige Klassifikationen zur Beurteilung von Wirbelbrüchen. Bei der gängigen Klassifikation nach Magerl unterteilt man die Wirbelbrüche in Typ A, Typ B und Typ C-Verletzungen.
Die Typ A-Verletzungen sind Kompressionsverletzungen. Hierbei ist ausschließlich die ventrale Säule der Wirbelsäule betroffen, wobei die Typ A-Verletzung noch weiter in Impaktionsbrüche (A1), Spaltbrüche (A2) und Berstungsbrüche (A3) unterteilbar ist.
Bei der Typ B-Verletzung spricht man von einer Distraktionsverletzung des Wirbelkörpers. Diese Verletzungen sind gegenüber Flexion, Extension und manchmal auch Rotation instabil. Man unterscheidet weiterhin Flexions- und Extensionsverletzungen mit oder ohne Luxation nach vorne oder hinten.
Die Typ C-Verletzung ist durch Rotationsbewegungen entstanden. Hierbei werden die Typen A und B mit der C-Verletzung kombiniert, indem nämlich die C1-Verletzung eine Typ A-Verletzung mit Rotation darstellt. Das gleiche mit der Typ B-Verletzung bei Typ C2. Die Typ C3-Fraktur ist ein Rotationsscherbruch und meist hochgradig instabil.

## Behandlung
Die Behandlung eines Wirbelbruchs kann operativ oder konservativ erfolgen. Stabile Brüche und Brüche bei älteren Patienten können oft konservativ behandelt werden. Hierbei steht besonders die Schmerzbeseitigung im Vordergrund. Instabile Brüche müssen hingegen durch eine Operation der Wirbelsäule, meist mittels Kyphoplastie oder Spondylodese, stabilisiert werden. Physiotherapeutische Behandlungen sollen den Patienten mobilisieren, die Körperhaltung verbessern und rückenschonendes Bewegen ermöglichen. Manchmal sind äußere Stützen in Form von Stützkorsetten oder -miedern nötig.